# Batalha de Liège
A  Batalha de Liège marcou a abertura da ofensiva alemã, a invasão da Bélgica e foi a primeira batalha da Primeira Guerra Mundial. O ataque à cidade começou a 5 de Agosto de 1914 e terminou no dia 16 de Agosto quando o último forte belga se rendeu. A invasão da Bélgica marcou a entrada do Reino Unido na guerra; a inesperada resistência das defesas da cidade permitiu que os Aliados se organizassem e preparassem a defesa da França.

## O Plano Schlieffen
Como o Império Alemão temia uma guerra em duas grandes frentes, França e Rússia, conceberam o Plano Schlieffen que previa um rápido ataque para derrotar a França, em primeiro lugar (tal como tinha sido feito na Guerra Franco-Prussiana de 1870), e depois uma viragem para leste, em direcção à Rússia (que era vista como sendo lenta na mobilização de tropas). De maneira a seguir o plano, a neutra Bélgica tinha de ser atacada e atravessada em poucos dias. A fortemente fortificada cidade de Liège ficava no caminho dos alemães.

## Início da guerra

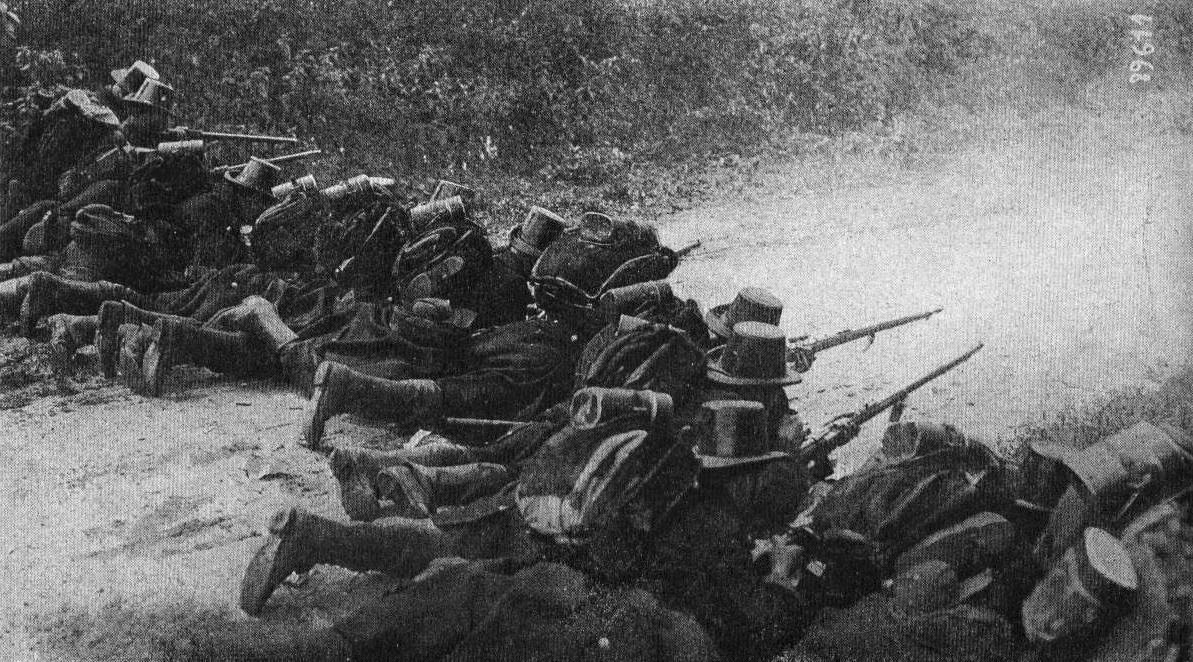
Tropas belgas lutando em Herstal.

O Verão de 1914 assistiu a uma grande actividade diplomática e militar depois do assassinato do arquiduque Francisco Fernando, o príncipe da Áustria. À medida que o Verão avançava, a guerra parecia inevitável. A Alemanha, honrando a sua aliança com a Áustria, declarou guerra à Rússia a 1 de Agosto e enviou um ultimato à França (aliada da Rússia pela Tríplice Entente) a 2 de Agosto.
Um outro ultimato foi enviado ao rei Alberto I da Bélgica. O Plano Schlieffen alemão, desenvolvido ao longo das duas décadas anteriores, previa uma limpeza das tropas francesas concentradas ao longo da fronteira com a Alsácia. Esta manobra de flanco, concebida para ultrapassar tanto as forças francesas como o terreno irregular das Ardenas, implicava uma violação da neutralidade belga. A Bélgica poderia ter optado por não oferecer resistência e ter permitido que as forças alemãs passassem pelo seu território em direcção a França. De facto, grande parte do plano alemão dependia dessa opção belga. Porém, contrariando os planos germânicos, a Bélgica optou por defender a sua soberania. No entanto, os recursos disponíveis dos belgas eram insuficientes para fazer face às tropas alemãs e defender o seu orgulho nacional.
As defesas fixas belgas e o seu planeamento dependiam do potencial invasor: Alemanha, França ou Reino Unido. No início de Agosto de 1914, o seu exército estava estabelecido próximo da fronteira do país, tal como estavam há anos. Quando o rei Alberto recebeu o ultimato de Berlim, o seu Chefe-de-Estado, general Selliers de Moranville, começou a implementar o plano de contingência: concentrar as suas forças no centro do país, enquanto as fortalezas de Liège e Namur serviriam para atrasar, senão mesmo parar, o avanço alemão. Liège era a principal via de acesso a França através da Bélgica. A sul, o terreno era irregular, e a norte era aberto mas apenas a poucos quilómetros dos Países Baixos, aonde os alemãs não queriam entrar. Tanto Liège como Namur possuíam grandes fortes mas, por outro lado, também tinham sérias deficiências.
Liège estava rodeada por 12 fortes, concebidos e construídos por Henri Alexis Brialmont. Rejeitanto o sistema de fortificação em estrela do mestre francês Vauban, Brialmont concebeu os fortes para resistir aos impactos dos disparos dos novos canhões raiados. Os fortes estavam construídos de maneira a que a maior parte da estrutura fosse subterrânea, ficando de fora o topo de alvenaria e betão. Cada forte dispunha de uma série de peças de artilharia retrácteis de 6 polegadas. Embora fossem dos mais avançados à data da sua implementação, em 1892, a sua manutenção não tinha sido das melhores. Brialmont também decidiu construir pequenas fortificações e linhas de trincheiras que interligavam, e protegiam,  os fortes principais, mas o governo belga ainda não tinha efectuado essas construções. As suas guarnições eram em número insuficiente, e os seus homens tinham sido recrutados da guarda local e não receberam formação suficiente.
A 2 de Agosto, o rei Alberto, em resposta ao ultimato alemão, deu ordem para iniciar a construção daquelas estruturas, e mobilizar e treinar as forças adequadas. O comandante das fortalezas de Liège, tenente-general Gérard Leman, recebeu ordens para "manter até ao fim, com a sua divisão, a posição de que foi confiado para defender."
Os belgas não tiveram muito tempo para se preparar pois as tropas alemã entraram na Bélgica no dia 4 de Agosto. A força alemã responsável por ocupar Liège era uma unidade provisória designada por Exército do Meuse, e consistia em oito brigadas comandadas pelo general Otto von Emmich. Emmich tinha experiência no comando de infantaria e cavalaria e foi designado para capturar as pontes de Meuse, em Liège, e cercar a cidade caso esta oferecesse resistência. Quando as suas tropas chegaram ao rio e descobriram que muitas das pontes estavam destruídas, começaram a construir pontões para as substituir. Quando começaram a construção, ficaram debaixo de fogo belga e aperceberam-se que teriam de lutar por Liège.

## Fortificações
| Fortificações de Liège (no sentido dos ponteiros do relógio, a partir do norte) |
| ------------------------------------------------------------------------------- |
| Liers                                                                           |
| Pontisse                                                                        |
| Barchon                                                                         |
| Evegnée                                                                         |
| Fleron                                                                          |
| Chaudfontaine                                                                   |
| Embourg                                                                         |
| Boncelles                                                                       |
| Flemalle                                                                        |
| Hollogne                                                                        |
| Loncin                                                                          |
| Lantin                                                                          |

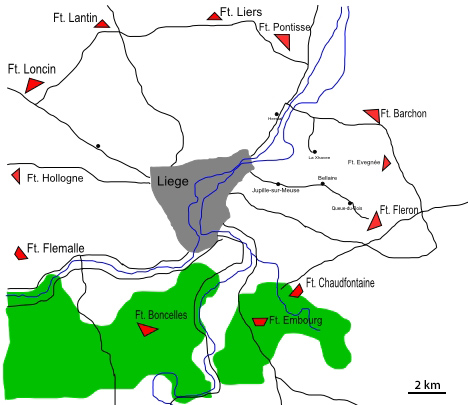
Diagrama da fortaleza de Liege.

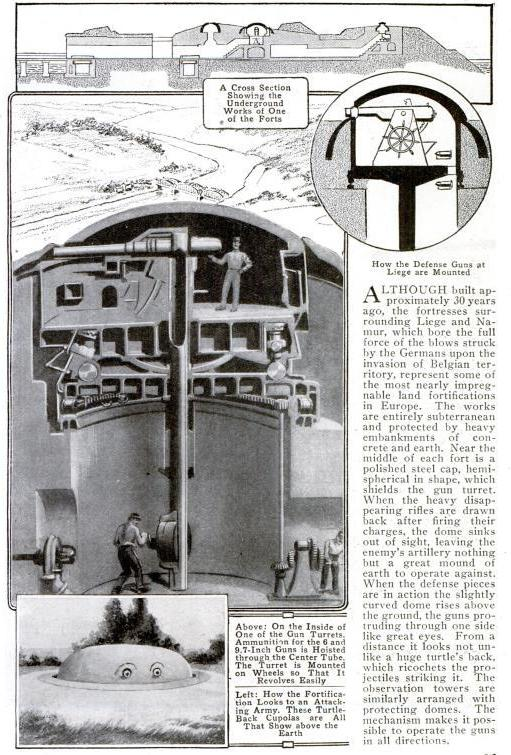
Diagrama do armamento nos fortes de Liège.

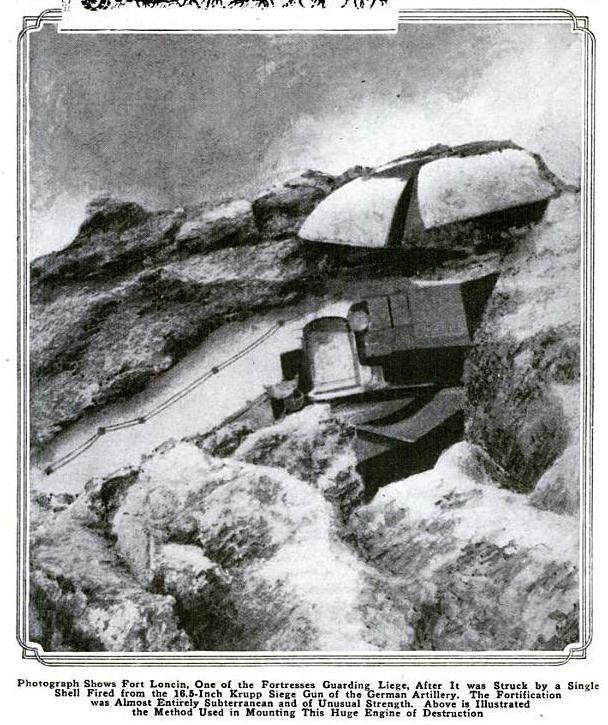
Forte Loncin destruído por um único projéctil de um canhão de cerco Krupp.

A cidade de Liège fica situada na confluências dos rios Meuse e  Ourthe, entre a Floresta das Ardenas, a sul, Maastricht, dos Países Baixos e a planície da Flandres a norte e oeste. O Meuse flui por uma ravina profunda em Liège, servindo de barreira.
Pela cidade de Liège passa o principal caminho-de-ferro que vai desde a Alemanha até Bruxelas e, também, até Paris – a mesma ferrovia que von Schlieffen e von Moltke tinham planeado usar como transporte para França. Outras estruturas, como fábricas e unidades industriais, serviriam de barreiras defensivas da cidade. Porém, as principais defesas eram o conjunto circular de 12 fortes a cerca de entre 6 a 10 km da cidade. Cada forte conseguia defender o outro mais próximo com a sua artilharia; a distância entre eles era de cerca de 4 km.
A forma dos fortes era triangular ou quadrangular, cercados com uma vala e arame farpado. Eram totalmente feitos de betão e armados com howitzers de 210 mm, canhões de 150 mm e 120 mm e metralhadoras de 57 mm para defesa de proximidade. O forte tinha uma guarnição de infantaria armada com espingardas e metralhadoras. As armas principais estavam montadas em torres de aço que podiam rodar a 360 graus. Apenas a torre da arma de 57 mm podia ser elevada. No total, o forte tinha 78 peças de artilharia. Os fortes tinham um depósito de munições, alojamento para 500 homens e motores eléctricos para a iluminação. Os fortes não estavam ligados entre si e apenas conseguiam comunicar através por telefone ou telégrafo.
Os fortes tinham outras fraquezas. O terreno envolvente era de difícil protecção pois existiam ravinas entre os fortes. Foram construídas secções com intervalos de defesa, mesmo antes da batalha, mas foram insuficientes para parar a invasão alemã na cidade. A retaguarda dos fortes também era deficiente, e era dessa zona que poderiam ser atacados pela artilharia alemã. O sistema de ventilação e higiene era mau, resultando na falta de ar e de maus cheiros. Por fim, o betão não era da melhor qualidade e os fortes tinham sido construídos para suportar o impacto das armas de 210 mm, as maiores existentes em 1890. Leman foi escolhido pessoalmente para comandar a 3.ª Divisão e as fortificações de Liège; ele recebeu ordens directas do rei Alberto para aguentar a defesa do sistema até ao fim. Leman tinha uma força de 30 000 soldados para defender os intervalos e cerca de 6 000 homens nos fortes, incluindo elementos da guarda civil.

## Ordem de Batalha

### Ordem de batalha belga
A 3.ª Divisão belga defendia Liège; era comandada pelo tenente-general Gérard Leman. Incluída na Divisão, estavam quatro brigadas e várias outras formações:
- 9.ª Brigada Mista, incluindo os 9.º e 29.º Regimentos de Infantaria, e as 43.ª, 44.ª e 45.ª Baterias de Artilharia;
- 11.ª Brigada Mista, incluindo os 9.º e 11.ª Regimentos de Infantaria, e as 37.º, 38.º e 39.º Regimentos de Infantaria;
- 12.ª Brigada Mista, incluindo os 12.º e 32.º Regimentos de Infantaria, e as 40.º, 41.º e 42.º Regimentos de Infantaria;
- 14.ª Brigada Mista, incluindo os 14.º e 3.º Regimentos de Infantaria, e as  46.º, 47.º e 48.º Regimentos de Infantaria;
- 15.ª Brigada Mista (5 de Agosto) incluindo os 1.º e 4.º Regimentos de Caçadores, e as 61.º, 62.º e 63.º Regimentos de Infantaria.
- Guardas da Fortaleza incluindo os 9.º, 11.º, 12.º e 14.º Regimentos de Infantaria de Reserva, um Regimento de Artilharia, quatro baterias de reserva e outras tropas;
- 3.º Regimento de Artilharia, incluindo as 40.ª, 49.ª e 51.ª Baterias de Artilharia;
- 3.º Batalhão de Engenharia;
- 3.ª Secção Telegráfica;
- 2.º Regimento de Lanceiros;

No total, as tropas belgas somavam 36 000 homens e 252 peças de artilharia.

### Ordem de batalha alemã
A força de ataque alemã era constituída por:
- 11.ª Brigada de Infantaria do III Corpo, comandada pelo major-general Von Watcher;
- 14.ª Brigada de Infantaria do IV Corpo, comandada pelo major-general Von Wussow;
- 27.ª Brigada de Infantaria do VII Corpo, comandada pelo Colonel Von Massow;
- 34.ª Brigada de Infantaria do IX Corpo, comandada pelo major-general Von Krawewll;
- 38.ª Brigada de Infantaria do X Corpo, comandada pelo Colonel Von Oertzen;
- 43.ª Brigada de Infantaria of the XI Corpo, comandada pelo major-general Von Hulsen;
- II Corpo de Cavalaria, comandada pelo tenente-general Von der Marwitz, composto por: 2.ª Divisão de Cavalaria (major-general Von Krane), 4.ª Divisão de Cavalaria (tenente-general Von Garnier) e 9.ª Divisão de Cavalaria (major-general Von Bulow).

A força alemã ascendia a 59 800 homens e 100 peças de artilharia. O comandante geral era o general Otto von Emmich, assistido por Erich Ludendorff como observador.

## A batalha
A guerra foi declarada à Bélgica na manhã de 3 de Agosto e os soldados do Exército do Meuse atravessaram a fronteira às oito horas da manhã do dia seguinte. A cavalaria avançou para o rio Meuse, mas verificaram que as pontes tinham sido destruídas. No final da tarde do dia 4, a cavalaria alemã atravessou o Meuse, a norte, em Visé, onde encontrou tropas da 12.ª Brigada, que acabou por retirar para a linha de fortificações. 
A 3.ª Divisão belga defendia a retaguarda da cidade por trás de montes de terra. No mesmo dia, conseguiram ter sucesso contra um ataque da infantaria alemã que passava entre os fortes. Um ataque alemão contra o Forte de Barchon foi repelido com pesadas perdas devido ao fogo de metralhadora e artilharia. Depois deste ataque mal sucedido, os alemães efectuaram o primeiro ataque aéreo da história utilizando um zeppelin para bombardear Liège. Entretanto, a cavalaria seguiu para sul para cercar a cidade. Na perspectiva de um ataque à cidade, Leman deu ordem à 3.ª Divisão para retirar e juntar-se às tropas que se dirigiam para oeste.
A 6 de Agosto, o general Ludendorff ficou a saber que o comandante da 14t.ª Brigada tinha sido morto. Ludendorff tomou o comando, deu indicações para que um howitzer desse apoio e lutou pela posse da vila de Queue-du-Bois de maneira a controlar uma posição em que pudesse observar Liège de cima. Ludendorff enviou um grupo de homens para falar com Leman e exigir que se rendesse, ao que este refusou. O ataque que se seguiu encontrou uma barreira no quartel-general de Leman. Este ataque levou à saída de Leman da cidade e a refugiar-se no Forte de Loncin na zona oeste da cidade. O conjunto de fortes exteriores continuou a resistir, bloqueando o avanço dos alemães devido à defesa da ferrovia. Os fortes sofreram sérios bombardeamentos e ataques dos alemães, mas a maioria deles conseguiu resistir. Apenas o Forte de Fléron ficou fora de acção, tendo a sua cúpula sido destruída pelo impacto de um projéctil. O único forte capturado por um assalto de infantaria foi o Forte de Barchon, a 10 de Agosto.
Para conseguir ultrapassar a resistência das fortificações, as forças alemãs tiveram de utilizar a sua massiva artilharia de cerco, onde se incluíam o obus fabricado pela  Krupp, Big Bertha de 420 mm, e alguns morteiros austro-hungaros fabricados pela Škoda Works, Skoda 305 mm Model 1911. Na altura da construção dos fortes, partiu-se do pressuposto que as maiores armas que podiam ser movidas no terreno eram os obuses  de 210 mm, e, sendo assim, as fortificações não foram concebidas para resistir aos projécteis de maior calibre. Os projécteis destas armas caiam directamente em acima dos fortes, penetrando na sua estrutura e explodindo no seu interior devido ao seu sistema de retardamento da espoleta. Um a um, os fortes foram sendo postos fora de combate, com o último, o Fort de Boncelles, capitulando a 16 de Agosto. A 15 de Agosto, Leman foi ferido no Forte de Loncin, e levado inconsciente pelos alemães. Na manhã de 17 de Agosto, os 1.º, 2.º e 3.º Exércitos alemães, de acordo com o Plano Schlieffen, foram mobilizados e ocuparam a restante Bélgica, capturando Bruxelas a 20 de Agosto, sem resistência.

## Rescaldo
Não é claro qual o efeito dos dez dias de resistência belga, em Liège, e à sua volta, de Leman e das suas tropas no cumprimento do Plano Schlieffen. O que fica da batalha é a vitória moral dos Aliados. Ninguém estava à espera que a Bélgica sequer lutasse, e sequer tivesse resistido daquela forma. Poderiam as principais potências europeias não lutar assim se até a pequena Bélgica? “O triunfo foi moral — um anúncio ao resto do mundo de que as antigas crenças e deveres daquele país podiam entrar numa batalha, e que o ídolo alemão, em todo o seu esplendor, tinha pés de barro”.  Este respeito é reforçado pela homenagem francesa à cidade de Liège com a ‘’Légion d'honneur’’ em 1914. Um outro efeito, é a descrença nas fortificações, sentida por todos os lados, e o enfraquecimento dos fortes à volta da cidade de Verdun, em França. Este enfraquecimento teria um sério efeito na Batalha de Verdun em 1916.